# Slippery When Wet
Slippery When Wet – trzeci album studyjny formacji Bon Jovi, wydany 18 sierpnia 1986 roku. Płyta została nagrana w Vancouver, producentem jest Bruce Fairbairn.
Jest to najlepiej sprzedający się album zespołu, w samych Stanach Zjednoczonych płyta rozeszła się w liczbie ponad 12 mln egzemplarzy, a na świecie - 25 mln. Billboard ogłosił Slippery When Wet najlepiej sprzedającym się albumem roku 1987.. Jest to jeden z sześciu najczęściej kupowanych albumów hardrockowych wszech czasów.
Dwa single, "You Give Love a Bad Name" i "Livin' on a Prayer" zajęły 1. miejsca na liście Billboardu, dzięki czemu Bon Jovi stał się pierwszych hardrockowym zespołem, które dwa kolejne single były na szczycie listy. Trzeci singel, "Wanted Dead or Alive " zajął 7. miejsce listy Billboard Hot 100. Album pozostawał na 1. miejscu notowań przez 8. tygodni. W Ameryce pozostaje najczęściej kupowanym albumem ze wszystkich dotychczasowych Bon Jovi, a także znalazł się w książce 1001 albumów, które musisz usłyszeć przed śmiercią (1001 Albums You Must Hear Before You Die).
Ponadto album promował wielkie ogólnoświatowe tournée zespołu "The Never Ending Tour", liczące prawie 200 koncertów.

## Lista utworów
1. "Let It Rock" (Bon Jovi, Sambora) - 5:25
2. "You Give Love a Bad Name" (Bon Jovi, Sambora, Child) - 3:44
3. "Livin' on a Prayer" (Bon Jovi, Sambora, Child) - 4:09
4. "Social Disease" (Bon Jovi, Sambora) - 4:18
5. "Wanted Dead or Alive" (Bon Jovi, Sambora) - 5:08
6. "Raise Your Hands" (Bon Jovi, Sambora) - 4:16
7. "Without Love" (Bon Jovi, Sambora, Child) - 3:30
8. "I'd Die for You" (Bon Jovi, Sambora) - 4:30
9. "Never Say Goodbye" (Bon Jovi, Sambora) - 4:48
10. "Wild in the Streets" (Bon Jovi) - 3:54

## Bonusowe CD
Wydane jedynie w Limitowanej Edycji w Japonii.
1. "Wanted Dead or Alive" (Live/Wembley 1995)
2. "Livin' on a Prayer" (Live/USA 1987)
3. "You Give Love a Bad Name" (Live/USA 1987)
4. "Wild in the Streets" (Live/Wembley 1995)
5. "Borderline" (Studio Outtake)
6. "Edge of a Broken Heart" (Studio Outtake)
7. "Never Say Goodbye" (Live Acoustic Version)

## Pozycje na listach

### Album
| Rok  | Lista                                     | Pozycja |
| ---- | ----------------------------------------- | ------- |
| 1986 | The Billboard 200                         | 1       |
| 1987 | The Billboard 200                         | 1       |
| 1987 | Australian Kent Music Report Albums Chart | 1       |

### Single
| Rok  | Singel                     | Lista                  | Pozycja |
| ---- | -------------------------- | ---------------------- | ------- |
| 1986 | "You Give Love a Bad Name" | The Billboard Hot 100  | 1       |
| 1986 | "Wanted Dead or Alive"     | Mainstream Rock Tracks | 13      |
| 1986 | "You Give Love a Bad Name" | Mainstream Rock Tracks | 9       |
| 1986 | "You Give Love a Bad Name" | UK Singles Chart       | 14      |
| 1986 | "Livin' on a Prayer"       | UK Singles Chart       | 4       |
| 1987 | "Livin' on a Prayer"       | The Billboard Hot 100  | 1       |
| 1987 | "Wanted Dead or Alive"     | UK Singles Chart       | 13      |
| 1987 | "Wanted Dead or Alive"     | The Billboard Hot 100  | 7       |
| 1987 | "Livin' on a Prayer"       | Mainstream Rock Tracks | 1       |
| 1987 | "Never Say Goodbye"        | Mainstream Rock Tracks | 11      |
| 1987 | "Never Say Goodbye"        | UK Singles Chart       | 21      |

## Twórcy
- Jon Bon Jovi – śpiew
- Richie Sambora – gitara, śpiew
- Alec John Such – gitara basowa, śpiew
- Tico Torres – perkusja
- David Bryan – keyboard, fortepian, syntezator, śpiew
- Bruce Fairbairn – perkusja, róg, producent
- Tom Keenlyside – róg
- Bill Levy – oprawa graficzna
- Hugh McDonald – gitara basowa, śpiew
- Lema Moon – róg
- Mark Weiss – fotografie